# Stactobia keluk
Stactobia keluk is een schietmot uit de familie Hydroptilidae. De soort komt voor in het Oriëntaals gebied.